# In Distortion We Trust
In Distortion We Trust – debiutancki album studyjny szwedzkiej grupy heavymetalowej Crucified Barbara wydany 30 maja 2005 roku przez GMR Music Group.

## Lista utworów
1. „Play Me Hard (The Bachelor's Guitar)” – 3:35
2. „In Distortion We Trust” – 3:45
3. „Losing the Game” – 3:52
4. „Motorfucker” – 3:40
5. „I Need a Cowboy From Hell” – 3:29
6. „My Heart Is Black” – 3:33
7. „Hide 'Em All” – 3:35
8. „Going Down” – 2:52
9. „I Wet Myself” – 3:06
10. „Rock’n’Roll Bachelor” – 3:08
11. „Bad Hangover” – 3:46

## Twórcy
- Mia Coldheart – gitara, śpiew
- Klara Force – gitara, wokal wspierający
- Ida Evileye – gitara basowa
- Nicki Wicked – perkusja, wokal wspierający
- Aurora Parmacek – growl (utwór 2)
- Mankan Sedenberg – produkcja, inżyniera dźwięku, miksowanie, mastering
- Daniel Flores – inżynieria dźwięku
- Magnus Axelsson – mastering